# Albastru de bromtimol
Albastrul de bromtimol (cunoscut și ca bromtimol-sulfonftaleină) este un indicator de pH derivat de la timol.